# Raycolt KLTV
Raycolt (кор. 현마 «Хен-ма», Ханча: 現馬) или Kia Light Tactical Vehicle (KLTV) — лёгкий армейский внедорожник, производимый южнокорейской компанией Kia Motors. Был запущен в серийное производство в 2016 году и в том же году поступил на вооружение армии Республики Корея.
Первоначально он был разработан для удовлетворения потребностей вооружённых сил Южной Кореи и был разработан при содействии и финансировании Министерства национальной обороны Республики Корея. Он также рассматривается в качестве замены существующему парку внедорожников Kia KM420 и KM450, находящихся на вооружении.

## История
Kia KLTV впервые был представлен на Международной оборонной выставке и конференции IDEX 2015, проходившей в Абу-Даби, ОАЭ. Он также несколько раз демонстрировался на глобальных оборонных выставках. Официально пошёл в серийное производство в июне 2016 года.
Вариант KLTV, который на вооружении РК был обозначен как K151, был представлен на Азиатской выставке и конференции по обороне, безопасности и антикризисному управлению ADAS 2016 и 2018 годов в Маниле, Филиппины, которая является огромным рынком сбыта военной техники от Kia Motors. Kia объявила, что два автомобиля KLTV были на Филиппинах во время мероприятия ADAS 2018 для тестирования.
Вариант бронетранспортёра KLTV181, который официально обозначен как K152 на вооружении армии, был представлен на выставке Defense Expo (DX) Korea 2018. Бронетранспортёр K151 также был представлен на Международной оборонной выставке и семинаре (IDEAS) 2018 в Карачи, Пакистан, поскольку, как сообщалось, интерес пакистанской армии к этой машине был высоким.
В 2018 году KLTV предлагался пакистанской армии в партнёрстве с Hajvairy Group во время выставки IDEAS 2018.
По состоянию на 2019 год Филиппины получили три автомобиля KLTV для технической оценки.

### История эксплуатации
В настоящее время Kia KLTV эксплуатируется вооружёнными силами Республики Корея, Мали и Польши. Kia KLTV использовался Южной Кореей в миротворческих операциях ООН в Ливане и в Южном Судане. Он также используется малийскими вооружёнными силами для проведения операций по борьбе с повстанцами.

## Конструкция
По сравнению с предыдущим поколением лёгких внедорожников, разработанных Kia, KLTV был разработан с учётом сочетания мобильности, живучести и практичности. Он был разработан с модулизацией базового шасси и использованием для различных производных моделей, включая стандартные, с длинной колёсной базой, бронированные и вооружённые варианты.
Базовый 4-дверный вариант может перевозить одного водителя и трёх пассажиров. Вариант с одноместной кабиной также доступен. Модульные отсеки могут использоваться как в одноместных, так и в двухместных вариантах кабины.
Доступны как стандартные, так и бронированные варианты, причем бронированный вариант имеет дополнительную защиту, включающую пуленепробиваемые лобовые и дверные стёкла, композитные панели и двери, противоминное днище, взрывопоглощающие сиденья и бронезащита для стрелка. Dyneema сотрудничает с Kia Motors в использовании своей облегчённой брони для KLTV.
На проёме крыши может быть установлено оружие, в том числе навесные оружейные установки с ручным управлением или боевые модули с дистанционным управлением. Могут быть установлены пулемёты калибров 7,62-мм или 12,7-мм, 40-мм автоматические гранатомёты или противотанковые управляемые ракеты.

## Операторы
- Республика Корея[15]
- Мали[16]
- Нигерия[17]
- Филиппины
- Польша
- Туркменистан[18]
- Чили[19]

### Негосударственные операторы
- ИГ — Один KLTV нигерийской армии был захвачен Западноафриканской провинцией Исламского Государства в декабре 2020 года.[20]